# Třebotov
Třebotov település Csehországban, Nyugat-prágai járásban. Třebotov Choteč, Chýnice, Vonoklasy, Černošice, Roblín és Kosoř településekkel határos. Lakosainak száma 1506 fő (2024. január 1.).

## Népesség
A település lakosságának változását az alábbi diagram mutatja:
| Lakosok száma | 794  | 855  | 861  | 1049 | 1006 | 996  | 1430 | 1466 | 1450 | 1506 |
|               | 1869 | 1890 | 1921 | 1950 | 1980 | 2001 | 2017 | 2019 | 2022 | 2024 |